# Nakasuk
Nakasuk (en syllabaire inuktitut : ᓇᑲᓱᒃ), est un patriarche inuit né dans un camp près de Pangnirtung, dans les Territoires du Nord-Ouest, à la fin du XIXe ou au début du XXe siècle et mort à une date inconnue.

## Biographie

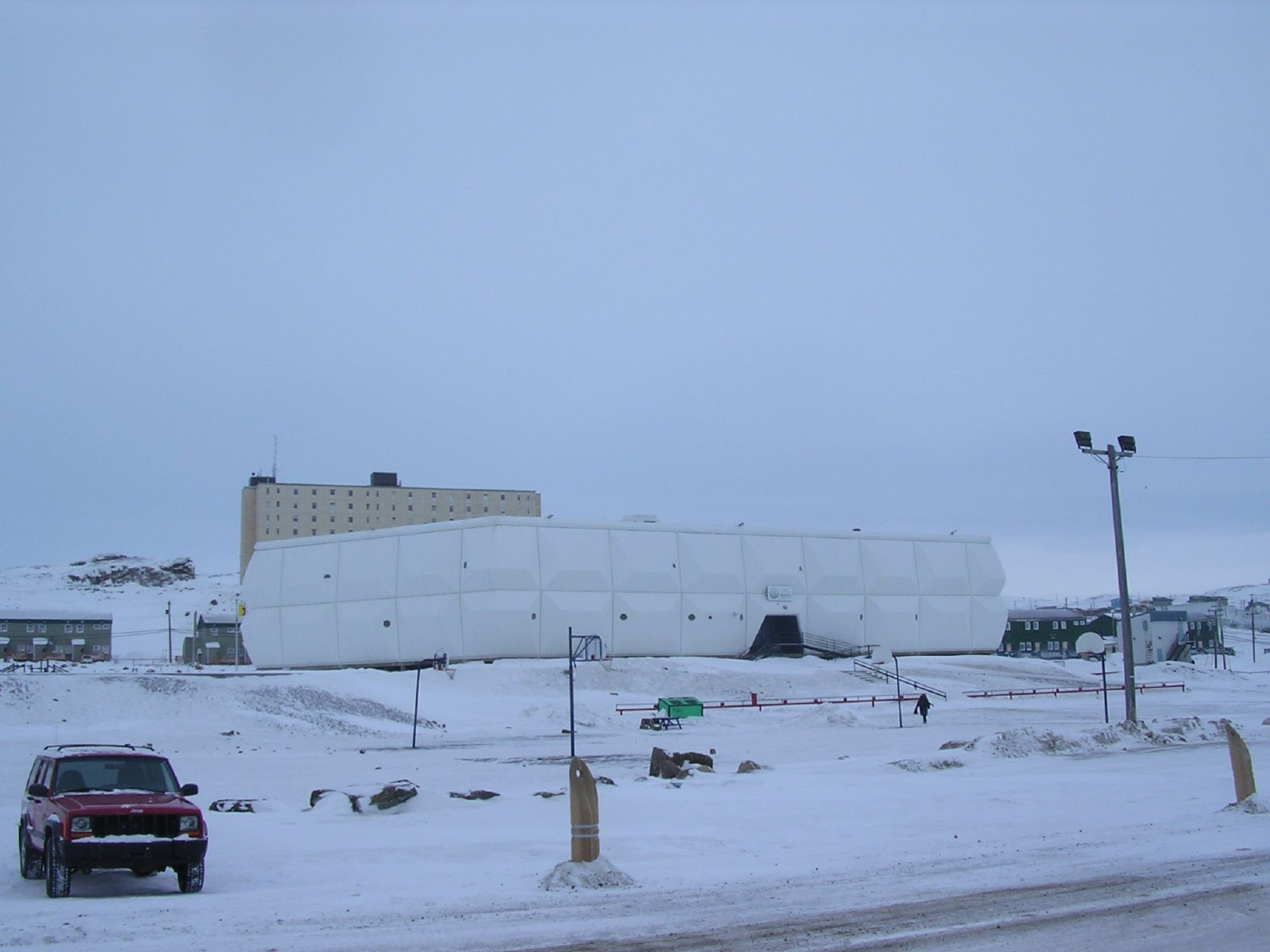
École élémentaire Nakasuk à Iqaluit

Il est élevé autour de Kimmirut (à l'époque Lake Harbour). Knud Rasmussen le rencontre en septembre 1923 à Boothia. Nakasuk a alors deux femmes et plusieurs enfants.
Il se fait connaître en aidant un groupe de la marine américaine hivernant sur l'île de Baffin pendant l'hiver 1941-1942 pour découvrir un emplacement approprié pour une base aérienne américaine.
Le site choisi est l'emplacement de la communauté moderne d'Iqaluit. Nakasuk reste sur le site pour aider les Américains à établir leur base et s'y installe de façon permanente après son achèvement, devenant ainsi le premier résident permanent d'Iqaluit. Il est ainsi considéré comme le fondateur d'Iqaluit.

## Hommage
- L'école primaire Nakasuk a été nommée en son honneur.